# 2004 UW10
2004 UW10, também escrito como 2004 UW10, é um objeto transnetuniano que está localizado no Cinturão de Kuiper, uma região do Sistema Solar. Este corpo celeste é classificado como um provável plutino, pois, o mesmo está em uma ressonância orbital de 2:3 com o planeta Netuno. Ele possui uma magnitude absoluta de 10,5 e tem um diâmetro estimado com 35 km.

## Descoberta
2004 US10 foi descoberto no dia 17 de outubro de 2004.

## Órbita
A órbita de 2004 UW10 tem uma excentricidade de 0,249 e possui um semieixo maior de 39,453 UA. O seu periélio leva o mesmo a uma distância de 29,626 UA em relação ao Sol e seu afélio a 49,280 UA.